# Svenska institutet för europapolitiska studier
Svenska institutet för europapolitiska studier (Sieps) är en statlig myndighet med uppdrag att analysera utvecklingen i EU och svensk Europapolitik. Myndigheten skapades 2002.:
Sieps uppdrag är att belysa aktuella europapolitiska frågor på ett självständigt och allsidigt sätt. Sieps gör analyser, underlag och seminarier tillgängliga för regeringen och övriga aktörer i den politiska beslutsprocessen i Sverige och i EU. 
Sieps verksamhet regleras av Förordningen (2008:748) med instruktion för Svenska institutet för europapolitiska studier samt av regeringens årliga regleringsbrev. 
Det ska finnas ett insynsråd som består av högst sex ledamöter vid myndigheten, enligt förordningen SFS 2008:748 ska. Insynsrådet har till uppgift att ge direktören det stöd som behövs för bedriva verksamheten effektivt och i enlighet med dess mål. Direktören är rådets ordförande. Sieps insynsråd består av följande ledamöter:
- Per Cramér, professor, Juridiska institutionen vid Göteborgs universitet samt föreståndare för Centrum för europaforskning, CERGU
- Thomas Persson, Docent i statsvetenskap, Statsvetenskapliga institutionen, Uppsala universitet.
- Ewa Rabinowicz, professor i jordbruksekonomi vid Sveriges lantbruksuniversitet, SLU
- Ylva Nilsson, journalist
- Maria Strömvik, filosofie doktor, Statsvetenskapliga institutionen vid Lunds universitet
- Lars Calmfors, Professor i internationell ekonomi, Institutet för internationell ekonomi (IIES), Stockholms universitet.